# Захоплення Луганська більшовиками (1919)
Захоплення Луганська більшовиками — військова операція повстанських загонів під командуванням отамана Зеленого і частин 4-ї стрілецької дивізії РСЧА під командуванням Федора Дибенка з метою захоплення Луганська у січні 1919 року.

## Історія
Після того як у грудні 1918 року німецькі частини покинули Луганськ, місто захопили частини 2-ї Донської дивізії під командуванням Петра Коновалова. А саме місто увійшло до складу новоствореного Старобільського генерал-губернаторства під начальством Олександра Фіцхелаурова.
У грудні 1918 — січні 1919 на околицях Луганська наростав повстанський рух, місцеве населення не було задоволене новими порядками. До середини січня з заходу на Луганськ рухалися частини отамана Зеленого, а з півночі рухалася 4 дивізія РСЧА під командуванням анархіста Федора Дибенка.
У 20-х числах січня частини Зеленого зайняли Родакове, де з'єдналися з червоноармійцями Дибенка. Частини Дибенка і Зеленого встановили зв'язок з більшовиками підпільниками Луганська які повинні були підняти повстання в місті у ніч з 20 на 21 січня.
Сили Білої армії в місті складалися з Добровольчої офіцерської дружини, 9-го Донського козачого полку, 5-ї Донської козачої батареї.
У ніч з 20 на 21 січня підпільний військово-революційний комітет Луганська на чолі з Подройко С. Т. і Масюка І. А., перший служив в управі військового начальника Української Держави а другий в гетьманській варті підняв робочих на збройне повстання. Повстанці і частини Червоної армії, що увійшли до міста 21 січня 1919 року, зайняли пошту, телеграф, банк, залізничну станцію, встановили пости на заводах і фабриках, захопили в'язницю, не допустивши розстрілу в'язнів у ній революціонерів.
За іншими відомостями в тюрмі на Гусинівці знайшли десятки ще теплих тіл спішно розстріляних луганчан, більшості не було і двадцяти.

### Французька пропозиція Краснову
Французи пропонували на початку 1919 року отаману Краснову надіслати до Луганська з Севастополя французьку дивізію. Натомість вимагали підпорядкувати Луганський район генералу Франше д'Еспере, оплатити французьким підприємцям збитки, понесені ними на Донбасі у 1917—1918 роках. Краснов передав пропозицію головкому Збройних сил півдня Росії Денікіну. Денікін відповів телеграмою:
|  | Ніколи не допущу ніякого втручання в наші внутрішні справи і вважаю, що всі питання повинні вирішуватися тільки нами, росіянами, і ніякі чужоземні влади не сміють навіть претендувати на якесь керівництво. |